# Міккель Реддер
Міккель Реддер (26 листопада 1993, Норресундбю) — данський футбольний арбітр. Арбітр ФІФА та УЄФА з 2021 року. З 2018 року судить матчі Суперліги.
У вересні 2024 року він став головою Данського товариства сліпих.

## Кар'єра
У 14 років Реддер пішов на пробні тренування в ФК «Ліверпуль» як воротар. 2009 року у нього діагностували «синдром Кушинга». 15-річним він почав судити футбол, а 2010 року закінчив кар'єру футболіста, щоб присвятити себе суддівству.
Влітку 2016 року у віці 22 років Реддер був переведений у 1-й дивізіон, ставши наймолодшим суддею, який коли-небудь дебютував у цьому дивізіоні. Він дебютував у 1-му дивізіоні 24 липня в гри між командами «Сківе ІК» та ФК «Фредерісія».
До Суперліги приєднався влітку 2018 року у віці 24 років. Це зробило його наймолодшим суддею, який коли-небудь судив у вищій данській лізі, випередивши Нільса Хога, якому було 26 років. Дебютував у Суперлізі 21 липня 2018 року в матчі між командами «Есб'єргом» і «Вендсюсселем» (2–3). У цій грі арбітр чотири рази показав жовту картку гравцям.
У єврокубках він дебютував 13 липня 2023 року під час матчу між «Македонія ГП» — «РФШ» у рамках першого кваліфікаційного раунду Ліги конференцій Європи УЄФА. Гра закінчилася з рахунком 0–1, і Реддер тричі показав жовту картку.
Свій перший міжнародний матч на рівні збірних команд Міккель Реддер відсудив 5 червня 2024 року, коли Норвегія перемогла з рахунком 3–0 Косово завдяки трьом голам Ерлінга Голанна. Під час цього матчу Реддер показав жовту картку норвежцям Крістофферу Аєру та Девіду Меллеру Вольфе.
Судив фінал Кубка Данії 2024 року.
Судив матчі юнацького чемпіонату Європи (U-17) у 2025 році.

## Міжнародні матчі
| Дата              | Місце              | Матч                 | Результат | Турнір             | ЖК | YK · YK · RK | RK |
| ----------------- | ------------------ | -------------------- | --------- | ------------------ | -- | ------------ | -- |
| 5 червня 2024     | Осло, Норвегія     | Норвегія — Косово    | 3 — 0     | товариський        | 2  | 0            | 0  |
| 19 листопада 2024 | Трнава, Словаччина | Словаччина — Естонія | 1 — 0     | Ліга націй 2024/25 | 3  | 0            | 0  |